# کوین شمال
کوین شمال (به انگلیسی: Kevin of the North) فیلمی محصول سال ۲۰۰۱ و به کارگردانی باب اسپیرز است. در این فیلم بازیگرانی همچون اسکیت اولریش، ناتاشا هنستریج، لسلی نیلسن، ریک مایال، لاکلین مونرو و جی برازائو ایفای نقش کرده‌اند.